# Tamasaburó Bandó V.
Tamasaburó Bandó V. (japonsky 五代目 坂東 玉三郎, Godaime Bandó Tamasaburó; * 25. dubna 1950 Tokio) je japonský herec ženských rolí (onnagata) v divadlech kabuki a šinpa a režisér. Je držitelem několika ocenění a řádů, v roce 2012 byl japonským ministerstvem kultury jmenován „Živoucím národním pokladem“.
Narodil se v roce 1950 v Tokiu do neherecké rodiny (jeho otec byl majitel restaurace) jako Šin’iči Nirehara. Před druhými narozeninami prodělal dětskou obrnu a jako dítě byl často nemocný. Ve věku šesti let se začal učit kabuki u herce mužských rolí Kanji Mority XIV. (1907–1975), který v dětství vystupoval jako Tamasaburó Bandó IV. Na jevišti debutoval jako sedmiletý a v roce 1964 během ceremoniálu Šúmei přijal mladické umělecké jméno adoptivního otce. Na onnagatu byl s 173 centimetry neobvykle vysoký a musel se při hraní krčit víc, než ostatní, což pro něj ještě zvýšilo fyzickou náročnost hraní ženských rolí. Věhlas si získal ještě před dvacátými narozeninami, velké role začal hrát v devatenácti letech a po náročném začátku kariéry se ve třiceti letech začal věnovat také choreografii a režírování. Odehrál přes dvě stě různých ženských rolí. Jeho nejoslavovanější rolí je princezna Širanuihime ze hry Činsecu jumi harizuki. Ovládá rovněž hru na šamisen, kokjú a koto.
Má za sebou několik turné po Evropě a Spojených státech, kde během vystoupení mimo jiné tančil na evropskou hudbu a hrál v evropských hrách. Ženské role si zahrál také v několika filmech – ve fantasy dramatu Jašagaike, ve filmu Nastasja polského režiséra Andrzeje Wajdy na motivy Idiota z roku 1994 ztvárnil knížete Myškina a Nastasju Filippovnu. V roce 1995 režíroval filmovou adaptaci hry Tenšu monogatari, v níž také hrál hlavní roli. Muže hrál v nezávislém japonském snímku Jumedži z roku 1991 a švýcarský režisér Daniel Schmid s ním a Kazuo Ónoem v roce 1995 natočil dokumentární film o kabuki a butó Das geschriebene Gesicht. Po úmrtí jednoho z nejuznávanějších poválečných onnagatů Utaemona Nakamury VI. v roce 2001 převzal jeho role. Mimo kabuki a film odehrál také ženskou roli (tan) v opeře Pavilón pivoněk divadla kchun-čchü v čínštině a s čínskými herci. Dlouhodobě s ním spolupracoval fotograf Kišin Šinojama.

## Galerie

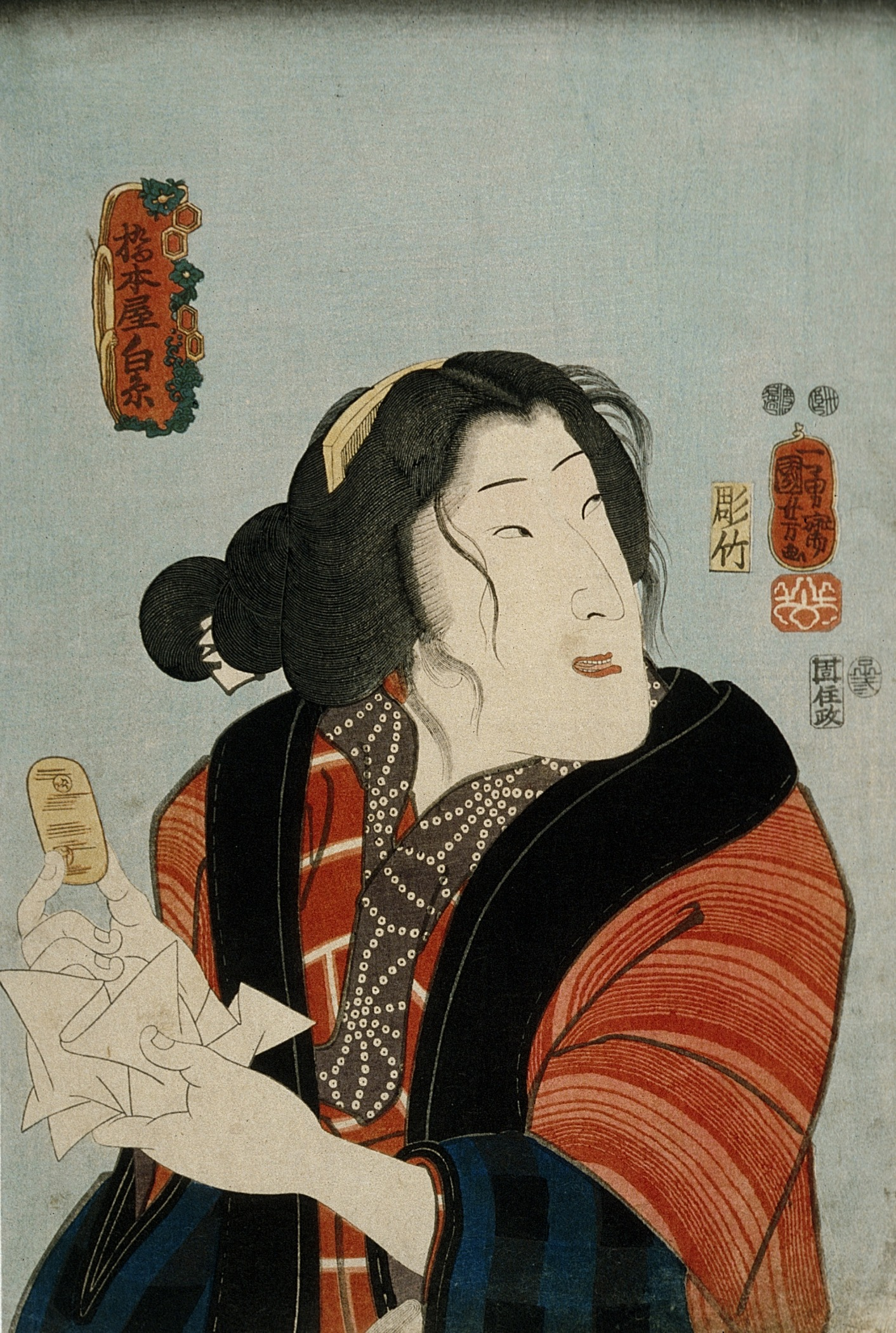
Zakladatel linie Šúka Bandó (1813–1855), mezi lety 1824–1839 známý jako Tamasaburó Bandó I., Kunijoši, 1852
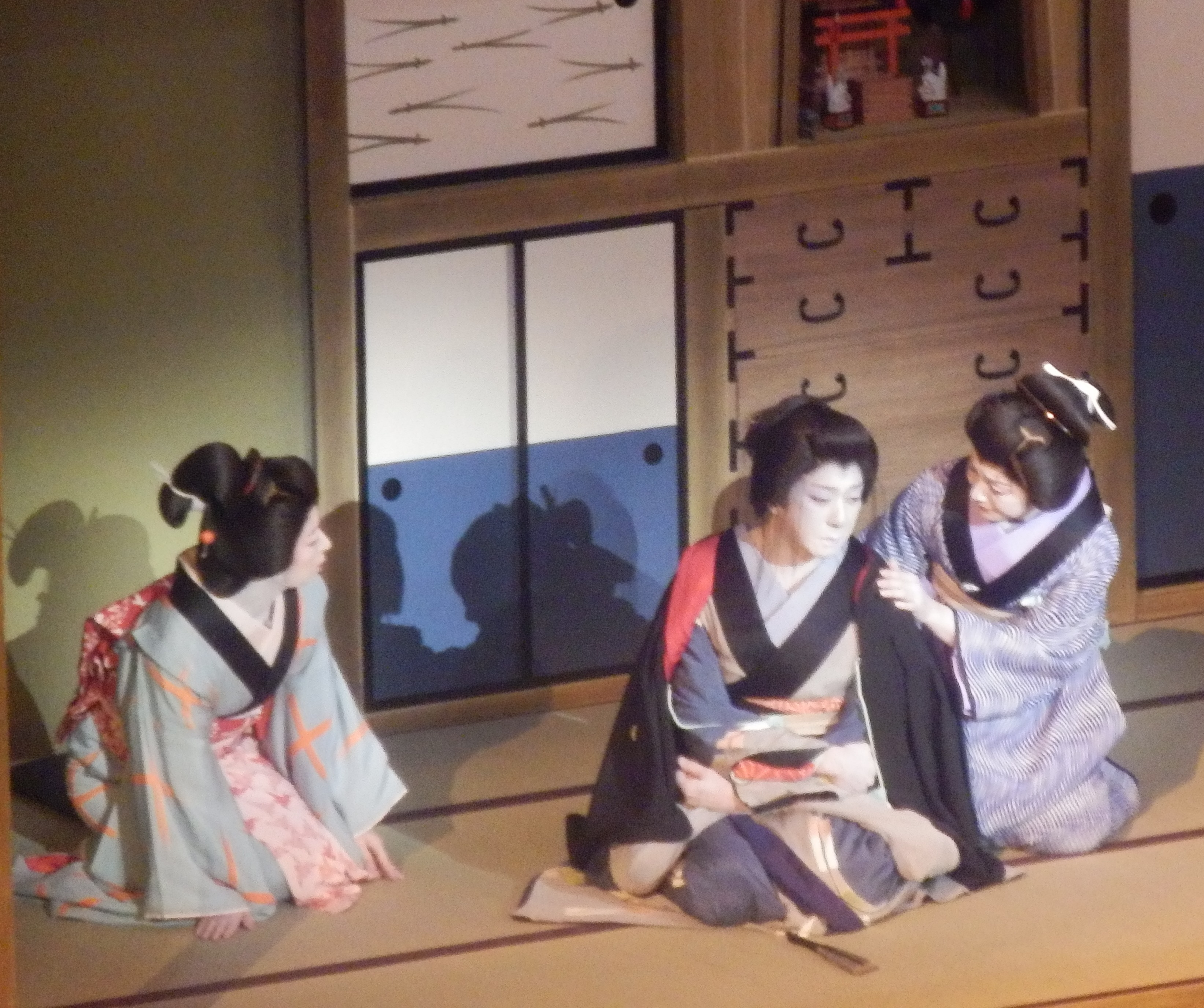
Bandó (uprostřed) během představení Nihonbaši divadla šinpa v prosinci 2012
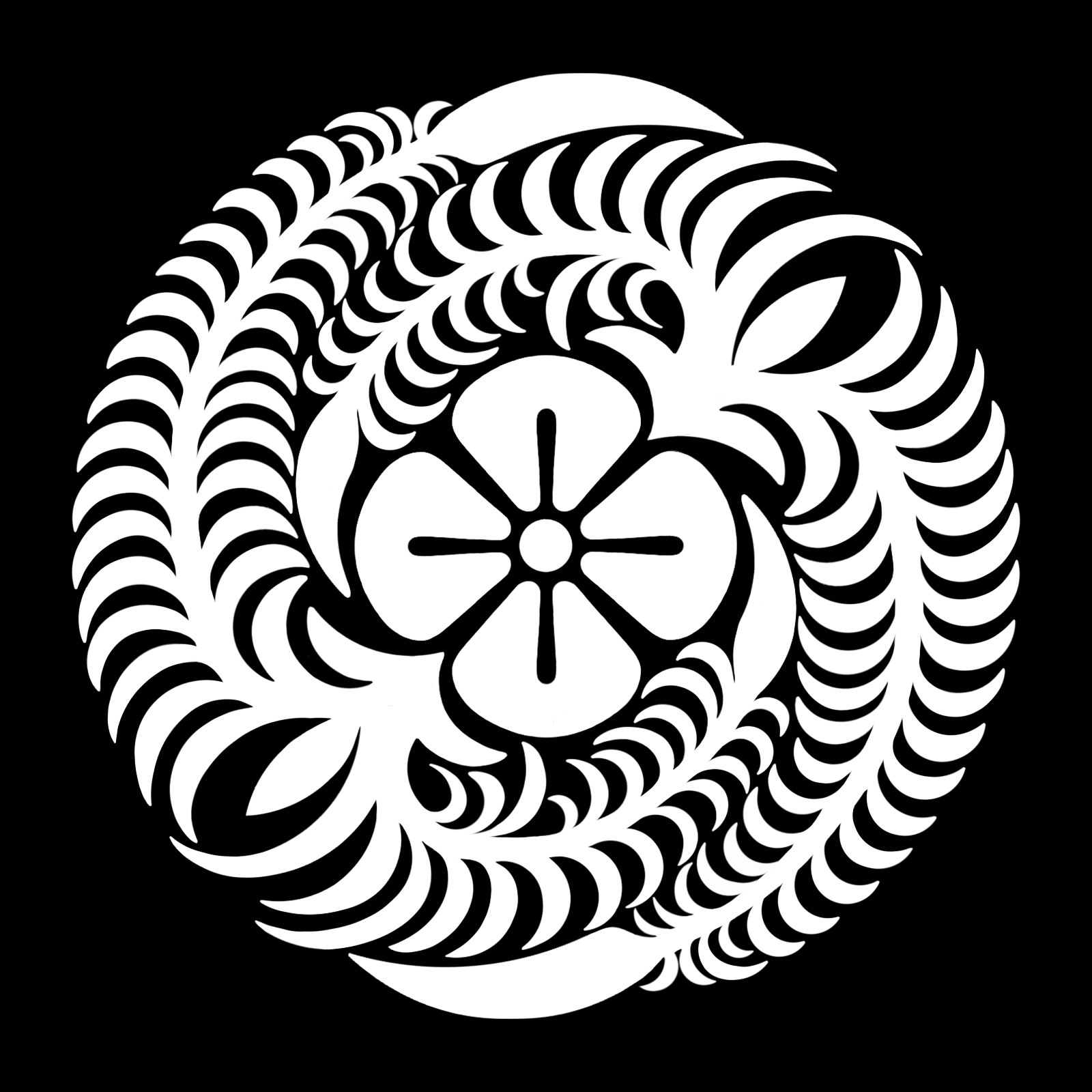
Hanakacumi, jeden z monů užívaný herci cechu Jamatoja